# Josef Rothammer
Josef Rothammer (* 27. November 1908 in Regensburg; † 16. Mai 1976 ebenda) war ein deutscher Politiker der SPD;  von 1962 bis 1966 gehörte er dem Bayerischen Landtag an.

## Leben
Rothammer besuchte die Volksschule und die Oberrealschule und machte danach die Lehre zum Kaufmann im Importgroßhandel. Später war er Volontär in einer Redaktion und unternahm journalistische Auslandsreisen. Bis 1933 arbeitete er als Redakteur, ehe er politisch verfolgt, ins Konzentrationslager Dachau inhaftiert und mit einem Berufsverbot belegt wurde. Daraufhin wechselte Rothammer in das Bauwesen und übernahm eine Tätigkeit als leitender Angestellter eines Steinbruch- und Fuhrunternehmens. Zum 1. Mai 1937 trat er der NSDAP bei (Mitgliedsnummer 6.061.526). Im Zweiten Weltkrieg wurde er als Soldat eingezogen, nach Ende des Kriegs geriet er in französische Gefangenschaft, aus der er 1946 entlassen wurde. 
Zurück in seiner Heimatstadt widmete sich Rothammer dem Wiederaufbau der sozialdemokratischen Presse. 1949 übernahm er die Geschäftsführung der Oberpfälzisch-Niederbayerischen Verlagsdruckerei und wurde Herausgeber dreier Wochenzeitungen: Regensburger Woche, Volkswacht für die Oberpfalz und Kurier für Niederbayern. Daneben trat er auch aktiv in die Politik ein: 1948 zog er in den Regensburger Stadtrat ein. 1952 kandidierte er für das Amt des Regensburger Oberbürgermeisters, musste sich aber bereits im ersten Wahlgang Hans Herrmann geschlagen geben. Stattdessen wurde er zum ehrenamtlichen Bürgermeister ernannt und bekleidete dieses Amt bis 1956.
1962 wurde Rothammer in den Bayerischen Landtag gewählt, dem er eine Wahlperiode lang bis 1966 angehörte. Während dieser Zeit versuchte er in seinen Zeitungen die Einwohner von Regensburg, die weiterhin unter Wohnungsnot und schlechten Wohnverhältnissen litten, mit Schilderungen über positive Veränderungen in der Stadt aufzumuntern. Erwähnt wurden frisch getünchte Hausfassaden und Blumenschmuckwettbewerbe und auf wieder fließende Brunnen wurde aufmerksam gemacht. Als Vorsitzender des Bauausschusses kämpfte er gegen den im Stadtgebiet anwachsenden, neonbeleuchteten Wald von Werbeschildern und erinnerte die Bürger mit der Artikelserie Kennst du dein Regensburg an die vielen in der Altdtadt vorhandenen denkmalgeschützten Häuser, die nicht mit den immer mehr zunehmenden Lichtreklamen verunstaltet werden dürften. 1968 verkaufte Rothammer seine Zeitschrift Regensburger Woche an einen Konkurrenten. Aus der verkauften Zeitung  entstand letztlich die Boulevard-Zeitung Die Woche.